# Die Rose vom Liebesgarten

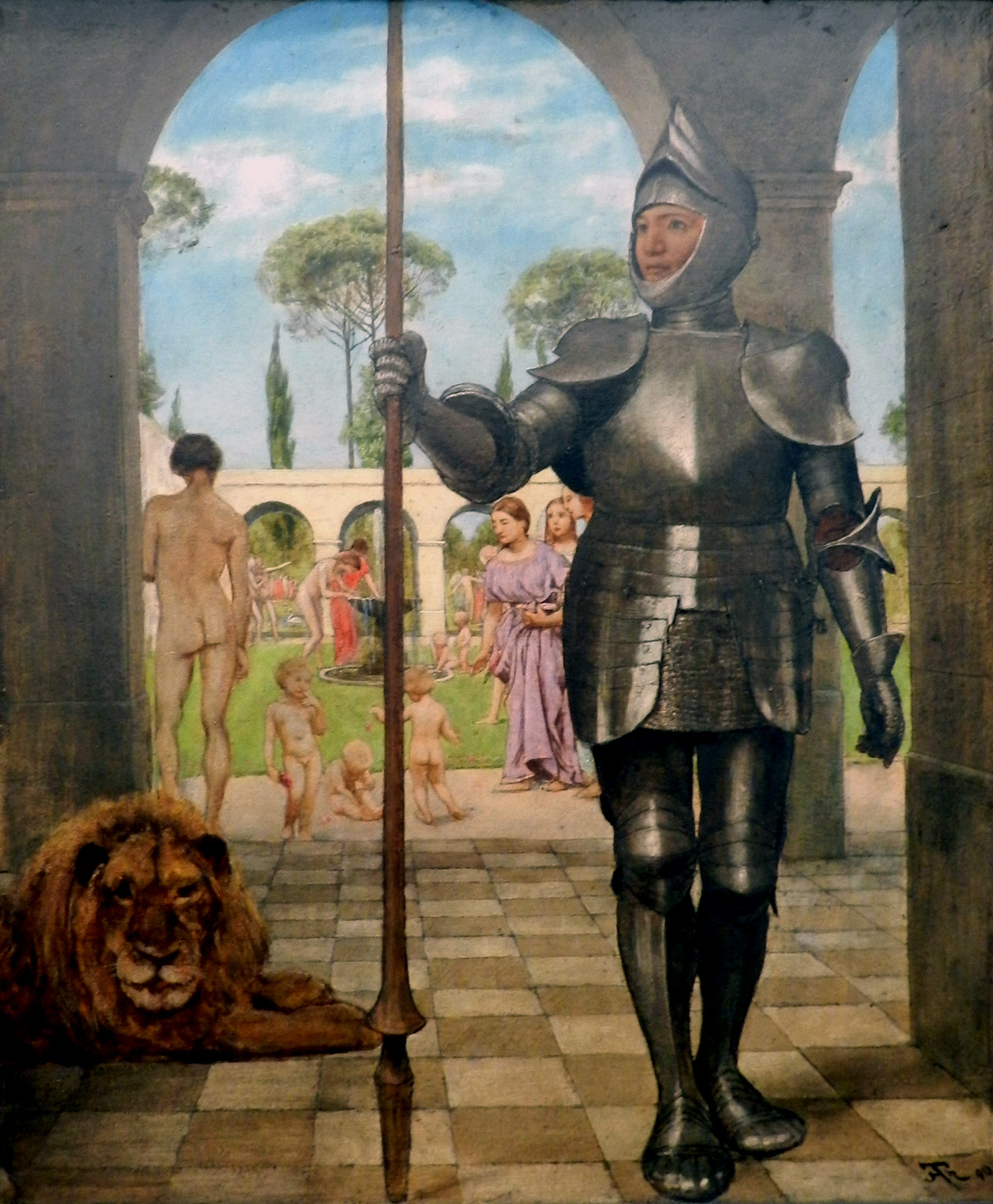
Målningen Wächter vor dem Liebesgarten av Hans Thoma.

Die Rose vom Libesgarten är en opera i två akter med musik av Hans Pfitzner och libretto av James Grun.

## Historia
Hans Pfitzner fick inspiration till sin sagoopera efter en målning av vännen och målaren Hans Thoma, Wächter vor dem Libesgarten (1890). Första akten hade premiär vid en konsert i Berlin den 19 mars 1900. Dessvärre spelades vid samma tillfälle även två av Richard Strauss tondikter (Tod und Verklärung och Ein Heldenleben), vilka fick all uppmärksamhet på Pfitzners bekostnad. Hela operan hade premiär den 9 november 1901 på Stadttheater i Elberfeld varpå operan mottogs mer gynnsamt.

## Personer
- Stjärnjungfrun med Solbarnet (stumma roller)
- Minneleide (Sopran)
- Rotelse (Alt)
- Schwarzhilde (Sopran)
- Siegnot (Tenor)
- Moormann (Tenor)
- Sångmästaren (Hög baryton)
- Vapenmästaren (Basbaryton)
- Nattvandraren (Bas)
- Vintertornets väktare (stum roll)

## Handling
I Kärleksträdgården härskar Stjärnjungfrun och Siegnot står vid Vårtornet och vakar över ingången till trädgården. Han har även hand om en förtrollad ros och ska dessutom se till att värva fler personer till trädgården. Älvdrottningen Minneleide uppenbarar sig. Siegnot förälskar sig i henne och skänker henne rosen. Hon blir dock så bländad av Kärleksträdgårdens ljus att hon flyr ut i urskogen. Siegnot följer efter henne men blir nedslagen av den elake Nattvandraren som rövar bort Minneleide. Den obeväpnade Siegnot följer efter sällskapet in i en grotta. Nattvandraren ställer ett krav: Minneleide kommer släppas fri men hon måste kliva in i Kärleksträdgårdens ljus och hämta den förtrollade rosen. Lyckas hon med det blir de båda fria, om hon misslyckas kommer hon få stanna i grotta medan Siegnot kommer dö. Siegnot antar erbjudandet men river ner grottans pelare så han och Nattvandraren begravs därunder. Minneleide undflyr och ger sig av till trädgården. Stjärnjungfrun väcker upp Siegnot från döden. Minneleide och Siegnot går in i Kärleksträdgården tillsammans.